# Metopidiothrix cameronensis
Metopidiothrix cameronensis är en mångfotingart som beskrevs av Shear 2002. Metopidiothrix cameronensis ingår i släktet Metopidiothrix och familjen Metopidiotrichidae. Inga underarter finns listade i Catalogue of Life.